# 里程碑

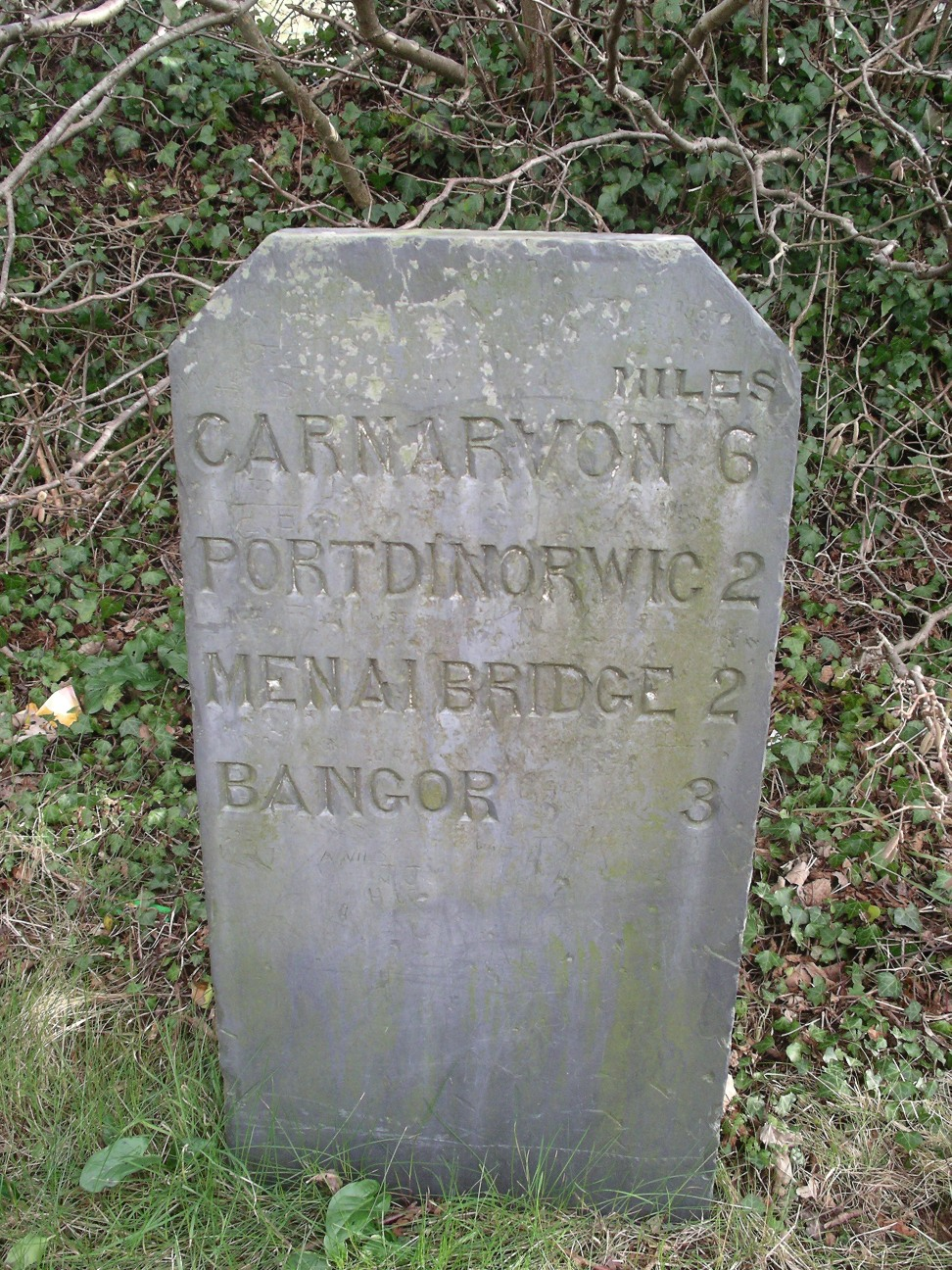
威爾斯一塊里程碑

里程碑，一般是指建立在道路旁边刻有数字的固定标志，通常每隔一段路便设立一个，以展示其位置及与特定目的地的距离。昔日里程碑是一块石碑，现在大多改用金属板。马路、山路、铁路均可能会设有里程碑。里程碑上的數字表示該處距離起點或終點有多遠。
安装里程碑是为了向沿线道路提供可视的线性参考点，这可用于向沿途的旅客提供可靠的路径点位，并指示行程或到达目的地的剩余距离。道路维护工程师和应急人员也使用此类标志来引导他们到达需要到场的特定地点。即使没有相关的实体标志，这个术语有时也用于为道路某个位置点进行参考标记。这对于事故报告和其他记录保存很有用。

## 引申含义
现代项目管理中引用里程碑概念，以阶段性明确的可交付物来衡量项目进度。里程碑的另一种含义，是指某种重大标志性事件，或發生某種特定意義的典型事件，或具有開創性意義的重大事件，或具有重大學術理論意義的公認事件或指人生中的轉折點等稱之為里程碑。